# Oxnard, Kalifornija
Oxnard je grad i pacifička luka u američkoj saveznoj državi Kaliforniji, u okrugu Ventura. Prema procjeni iz 2009. godine ima 197.067 stanovnika. Nalazi se oko 90 km zapadno od Los Angelesa.
Grad je osnovan 1903. godine. Nazvan je po Henryju Oxnardu, koji je na tom području izgradio tvornicu za preradu šećerne repe. Oko tvornice je uskoro nastao grad.
Oxnard ima preko 30 km obale s brojnim pješčanim plažama. Lukom Hueneme upravljaju zajednički Ratna mornarica SAD-a i lučka uprava Oxnarda.

## Vanjske poveznice
- Službena stranica (engl.)

### Ostali projekti
|  | Zajednički poslužitelj ima još gradiva o temi Oxnard, Kalifornija |